# Mönchbatyn Uranceceg
Mönchbatyn Uranceceg (mong. Мөнхбатын Уранцэцэг, ur. 14 marca 1990) – mongolska judoczka, mistrzyni świata, mistrzyni Azji. 

## Igrzyska olimpijskie
W 2012 roku na igrzyskach olimpijskich w 2012 roku w Londynie przegrała w ćwierćfinale po waza-ari z Rumunką Aliną Dumitru, zaś w repasażach lepsza okazała się Argentynka Paula Pareto.
Cztery lata później w Rio de Janeiro awansowała do walki o brązowy medal po repasażu, pokonując w nim Brazylijkę Sarahę Menezes. W decydującym pojedynku przegrał jednak z Japonką Ami Kondo.
| Runda       | Przeciwniczka         | Wynik     | Osiągnięcie |
| ----------- | --------------------- | --------- | ----------- |
| 1. runda    | Wolny los             | Wolny los | Ćwierćfinał |
| 2. runda    | Aleksandra Podriadowa | W 010–000 | Ćwierćfinał |
| Ćwierćfinał | Alina Dumitru         | P 011–001 | Ćwierćfinał |
| Repasaż     | Paula Pareto          | P 000–001 | Ćwierćfinał |

| Runda         | Przeciwniczka   | Wynik     | Osiągnięcie |
| ------------- | --------------- | --------- | ----------- |
| 1. runda      | Wolny los       | Wolny los | 5. miejsce  |
| 2. runda      | Laëtitia Payet  | W 100–000 | 5. miejsce  |
| Ćwierćfinał   | Jeong Bo-kyeong | P 000–100 | 5. miejsce  |
| Repasaż       | Sarah Menezes   | W 100–000 | 5. miejsce  |
| Brązowy medal | Ami Kondo       | P 000–001 | 5. miejsce  |